# Sterretjeshaarmuts
Sterretjeshaarmuts (Orthotrichum rupestre) is een soort uit het geslacht haarmuts (Orthotrichum).

## Gelijkende taxa
Jonge pollen van sterretjeshaarmuts met talrijke ruig-behaarde huikjes dragen soms nog geen rijpe kapsels. De gelijkenis met O. speciosum is dan erg groot, maar microscopische controle van de blaadjes biedt uitkomst. Orthotrichum speciosum heeft eenlagige bladen met vrij grote (9-18 µm) bladcellen. Orthotrichum rupestre daarentegen heeft vaak deels tweelagige bladen met kleine (6-12 µm) bladcellen.

## Ecologie
De soortaanduiding 'rupestre' van Orthotrichum rupestre verwijst naar het frequent voorkomen op rotsen in het buitenland. In Nederland is Orthotrichum rupestre tot dusver alleen op bomen gevonden. De soort was eenmaal verzameld in de 19de eeuw (1844) en daarna voor het eerst weer in 1983 in Oostelijk Flevoland. Sindsdien lijkt sprake van een bescheiden toename van het aantal vondsten, vooral in Zuidoost-Brabant. Orthotrichum rupestre is vooral gevonden in aanplantingen van Populier en daarnaast in jonge eiken-, essen- en wilgenbossen. 

## Verspreiding
In Nederland is sterretjeshaarmuts zeldzaam. Hij staat op de rode lijst in de categorie 'gevoelig'.